# Hizen

Mappa delle province giapponesi con la provincia di Hizen evidenziata

Hizen (giapponese:肥前国; Hizen no kuni) fu una provincia del Giappone che confinava con le province di Chikuzen e Chikugo. Oggigiorno il suo territorio è diviso tra la prefettura di Saga e quella di Nagasaki.
L'antica capitale provinciale si trovava vicino alla città di Yamato Toyotomi Hideyoshi diresse l'invasione della Corea dalla città di Nagoya in Hizen e la Ribellione di Shimabara si verificò anch'essa in questa provincia. Durante il Periodo Sengoku la regione venne divisa tra molti daimyō, di cui il più ricco possedeva la città castello di Saga.